# Șîrokîi Iar, Cernihivka
Șîrokîi Iar (în ucraineană Широкий Яр) este localitatea de reședință a comunei Șîrokîi Iar din raionul Cernihivka, regiunea Zaporijjea, Ucraina.

## Demografie
Componența lingvistică a localității Șîrokîi Iar
     Ucraineană (93,69%)
     Rusă (5,86%)
     Alte limbi (0,46%)
Conform recensământului din 2001, majoritatea populației localității Șîrokîi Iar era vorbitoare de ucraineană (93,69%), existând în minoritate și vorbitori de rusă (5,86%).